# Soko J-21 Jastreb
Die Soko J-21 Jastreb (serb. соко/soko dt. „Falke“ – јастреб/jastreb dt. „Habicht“) ist ein leichter Jagdbomber und Aufklärungsflugzeug des jugoslawischen Herstellers Soko, der aus dem Jettrainer G-2 Galeb abgeleitet wurde.

## Geschichte und Konstruktion
Die J-21 Jastreb wurde hauptsächlich als Fortgeschrittenenschul- und Aufklärungsflugzeug verwendet, obwohl sie als Erdkampfflugzeug ausgelegt war. Die größten Unterschiede zwischen der J-21 und G-2 Galeb waren der fehlende hintere Sitz, ein stärkeres Triebwerk sowie das zusätzliche dritte Maschinengewehr im Bug. Das Flugzeug ist als freitragender Tiefdecker mit einziehbarem Bugradfahrwerk ausgelegt und wird von einem in Lizenz gebauten Turbojet BMB (Rolls-Royce/Bristol Siddeley) Viper Mk 531 angetrieben. Die J-21 wurde bis in die 1980er-Jahre von Soko in Mostar hergestellt und bis zur Auflösung Jugoslawiens von der jugoslawischen Luftwaffe genutzt. Danach wurde sie hauptsächlich von der Republik Serbien weiterverwendet.

## Varianten
- J-1: Erdkampf- und Aufklärungsflugzeug
- J-1E: Exportversion der J-1
- RJ-1: Taktisches Aufklärungsflugzeug
- RJ-1E: Exportversion der RJ-1

## Militärische Nutzung
- Jugoslawien
- Kroatien
- Libyen
- Libyen
- Republika Srpska: 11[1]
- Serbien
- Zaire: 3

## Technische Daten

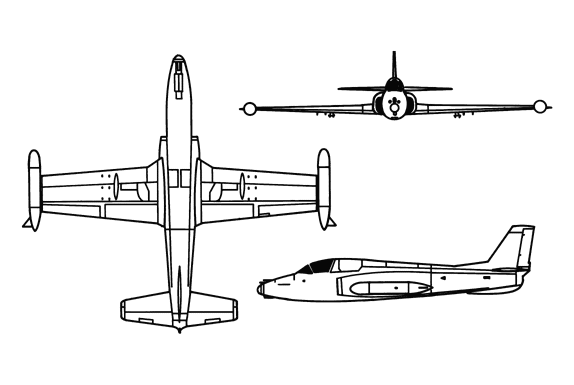
Dreiseitenriss der J-21 Jastreb

| Kenngröße             | Daten                                                                                                 |
| --------------------- | --- |
| Besatzung             | 1 |
| Länge                 | 10,88 m                                                                                               |
| Spannweite            | 10,56 m                                                                                               |
| Höhe                  | 3,64 m                                                                                                |
| Flügelfläche          | 19,43 m²                                                                                              |
| Flügelstreckung       | 5,7                                                                                                   |
| Leermasse             | 2.820 kg                                                                                              |
| max. Startmasse       | 5.100 kg                                                                                              |
| Reisegeschwindigkeit  | 740 km/h                                                                                              |
| Höchstgeschwindigkeit | 820 km/h                                                                                              |
| Dienstgipfelhöhe      | 12.000 m                                                                                              |
| Reichweite            | 1.520 km                                                                                              |
| Triebwerke            | 1 × Turbojet BMB (Rolls-Royce/Bristol Siddeley) Viper Mk 531 mit 1640 lb                              |
| Bewaffnung            | 3 × 12,7-mm-Maschinengewehre Colt-Browning M3 800 kg Bomben und Raketen an acht Unterflügelstationen. |